# Lavallée, Meuse
Lavallée är en kommun i departementet Meuse i regionen Grand Est (tidigare regionen Lorraine) i nordöstra Frankrike. Kommunen ligger i kantonen Pierrefitte-sur-Aire som tillhör arrondissementet Commercy. År 2022 hade Lavallée 87 invånare.

## Befolkningsutveckling
Antalet invånare i kommunen Lavallée
| Referens: INSEE |